# Золотницкое (Кировоградская область)
Золотницкое (укр. Золотницьке) — село в Компанеевской поселковой общине Кропивницкого района Кировоградской области Украины.
До 2020 года входило в Компанеевский район
Население по переписи 2001 года составляло 11 человек. Почтовый индекс — 28420. Телефонный код — 5240. Код КОАТУУ — 3522883803.